# Centre européen pour le droit et la justice
Le Centre européen pour le droit et la justice (ECLJ - European Centre for Law & Justice) est une association chrétienne conservatrice internationale fondée en 1998 à Strasbourg, active auprès des instances européennes et de l'ONU.
L'ECLJ déclare agir principalement pour la défense de la vie humaine dès la conception (c'est-à-dire contre l'avortement), contre l'euthanasie, pour le « mariage traditionnel » (c'est-à-dire contre le mariage entre personnes de même sexe), pour le droit à l'objection de conscience et la liberté de croyance, ainsi que la défense des chrétiens d'Orient. Selon Le Monde, l'ECLJ est un lobby « qui relaie au plan européen nombre des combats de La Manif pour tous ».

## Origines
L'ECLJ a été fondé par Jay Sekulow (en) et Patrick Monaghan, deux avocats américains membres de l'American Center for Law & Justice (en) (ACLJ), une organisation conservatrice militante américaine, d'inspiration chrétienne, laquelle a été créée en 1990 par le télévangéliste Pat Robertson, présenté par Libération comme « le chef de file des défenseurs les plus radicaux des valeurs de l'Amérique WASP ».
Jay Sekulow fut l'un des principaux avocats de Donald Trump. Il expliquait en 2007 que cette installation en Europe avait pour objectif « d'établir un corps de jurisprudence critique qui aurait un impact là-bas et aussi chez nous [aux États-Unis] ».
Le centre est dirigé depuis 2009 par Grégor Puppinck, docteur en droit, décrit par Libération comme un « militant catholique conservateur ».
L'ECLJ a fondé en 2010 et soutient une organisation affiliée au Pakistan, l’Organization for Legal Aid (OLA)[source insuffisante], dont l’objet principal est la défense juridique des membres des communautés chrétiennes persécutées,.

## Activités
L'ECLJ plaide notamment contre l'euthanasie et le droit à l'avortement.
En 2010, l'ECLJ a été autorisé à se porter tierce partie dans l'affaire Lautsi et autres c. Italie, pour défendre auprès de la grande chambre de la Cour européenne des droits de l'homme (CEDH) la présence des crucifix dans les écoles italiennes,.
Il intervient également contre l’autorisation de la procréation médicalement assistée (PMA) aux couples homosexuels, contre la reconnaissance de citoyenneté des enfants issus d’une gestation pour autrui (GPA), ou encore pour maintenir en vie Vincent Lambert, en coma végétatif chronique de 2008 à son décès en 2019,. L’ECLJ conteste aussi devant la Cour européenne des droits de l’homme la décision du Conseil d’État de valider l'interdiction par le CSA de diffuser la vidéo Dear future mom sur la trisomie 21 (produite par la Fondation Jérôme-Lejeune) dans des pages de publicités télévisées, requête qui est déclarée irrecevable en 2022.
En 2018, l’ECLJ et l'ACLJ militent pour la libération du pasteur évangélique Andrew Brunson (en), emprisonné en Turquie pour terrorisme.
En 2020, l'ECLJ publie un premier rapport sur « les ONG et les juges de la CEDH » qui affirme un « problème structurel de conflits d'intérêts » parmi les juges de cette Cour européenne des droits de l'homme. Ce rapport à charge, doublé par un deuxième rapport publié en 2023, est considéré comme une attaque malveillante contre la Cour par de nombreux spécialistes. Mark Elis, président de l'International Bar Association, constate notamment « des raisonnements fallacieux et des fabrications ».
En septembre 2021, l’ECLJ publie un autre rapport sur « Le financement des experts de l’ONU au titre des procédures spéciales du Conseil des droits de l'homme » qui est également controversé. 
En novembre 2022, l'ECLJ envoie un fœtus en plastique à tous les députés peu avant le vote de l'Assemblée nationale pour l'entrée dans la constitution du droit à l'interruption volontaire de grossesse.

## Critiques
L'organisation est critiquée pour sa méthode d'action : selon le professeur Christopher McCrudden, des groupes religieux américains interviennent comme tierces parties dans des affaires juridiques d'autres pays par l'intermédiaire d'organisations non-gouvernementales locales, pour influencer la jurisprudence à travers le monde. Il a notamment pris l'exemple de l'ECLJ, qui est présenté comme le « bras européen » de l'ACLJ afin de créer des précédents devant la CEDH, qui pourraient avoir des retombées aux États-Unis. De même, la chercheuse Effie Fokas considère que l'installation à Strasbourg de l'ECLJ par l'ACLJ constitue « l'exemple le plus visible » de l'influence de groupes juridiques américains sur des affaires juridiques liées à la religion en Europe, en participant directement à des procédures judiciaires.
Fer de lance de la droite catholique,, elle est également critiquée pour son positionnement politique. Pour la professeure des universités en droit public Laurence Burgorgue-Larsen, l'organisation mène « sous couvert d’une expertise juridique » une critique « politique » de la Cour européenne des droits de l'homme (CEDH), et s'attaque à la légitimé des juges eux-mêmes. Selon Le Monde, « l'ECLJ hante depuis deux décennies les arcanes de la CEDH, pour y porter la voix du conservatisme chrétien ». Pour Susanna Mancini, l'organisation est alliée aux mouvements fondamentalistes américains.